# Хануков, Борис Григорьевич
Борис Григорьевич Хануков (28 января 1939, Харьков — 16 мая 2023, Кёльн, Северный Рейн-Вестфалия) — советский, украинский и немецкий шахматист, международный мастер (2009), тренер. Кандидат технических наук.
Окончил Харьковский Политехнический Институт. В дальнейшем там же работал научным сотрудником.
В составе команды «KAISSA Deutschland» серебряный призёр 3-го командного чемпионата мира среди сеньоров в категории 65+ (2015) в городе Дрездене.
Умер 16 мая 2023 года в возрасте 84 лет.

## Изменения рейтинга
| Графики недоступны из-за технических проблем. См. информацию на Фабрикаторе и на mediawiki.org. |